# Max Goldstein (Revolutionär)

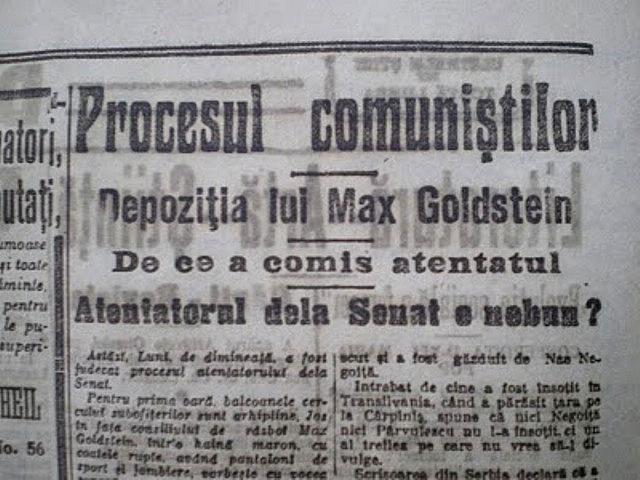
Zeitungsartikel vom 8. Dezember 1922 über die Aussage von Max Goldstein bezüglich des Terroranschlags

Max Goldstein (bekannt als Coca, * 1898 in Bârlad; † 1924 im Gefängnis Doftana, Telega, Kreis Prahova) war ein rumänischer Revolutionär, der verschiedentlich als Kommunist und Anarchist beschrieben wurde.

## Herkunft und Leben
Als Sohn einer jüdischen Familie in Bârlad geboren, arbeitete er zwei Jahre als Angestellter. Später zog er 1916 nach Bukarest, wo er Sympathisant der Kommunisten wurde. Zu 10 Jahren Gefängnis verurteilt, entkam er und floh nach Odessa und kehrte mit Geld und neuen Anweisungen zurück. Vermutlich bei Sprengstoffexperimenten verlor er eine Hand und ersetzte sie durch einen Haken. Von nun an war er bei der Polizei als „Mann mit dem Haken“ bekannt.

## Attentate und Haft
Am 17. November 1920 versuchte Max Goldstein, den Innenminister Constantin Argetoianu, einen antikommunistischen Politiker, zu töten. Der Versuch scheiterte jedoch. Die unter Argetoianus Waggon platzierte Bombe zerstörte die leere Waggonhälfte.
Am 8. Dezember 1920 organisierte Goldstein mit der Unterstützung von Leon Lichtblau und Saul Osias einen weiteren politisch motivierten Bombenanschlag. Ihr improvisierter Sprengsatz, der aus einer nicht explodierten deutschen 76-mm-Artilleriegranate aus dem Ersten Weltkrieg hergestellt und vor dem rumänischen Senat platziert wurde, tötete Justizminister Dimitrie Greceanu, die Senatoren Demetriu Radu und Spirea Gheorghiu und verwundete Präsident Constantin Coandă. Die Regierung behauptete, ihre Gruppe habe nicht allein gehandelt und unter ihren Komplizen Alecu Constantinescu gehabt, einen Führer der linken Gruppe der Sozialistischen Partei.
Die Bombardierung wurde von der rumänischen Regierung als Vorwand benutzt, um alle bekannten Kommunisten, die in den Dealul-Spirii-Prozess verwickelt waren, in Gewahrsam zu nehmen und kommunistische politische Aktivitäten zu verbieten. Der kommunistische Führer Gheorghe Cristescu wies alle Anschuldigungen der Verschwörung zurück. Während seiner Gerichtsverhandlung argumentierte Cristescu, dass Goldsteins Handlungen mehr als alles andere vom Anarchismus inspiriert waren.
Unmittelbar nach dem Bombenangriff im Dezember 1920 floh Goldstein nach Bulgarien. Im Oktober 1921 wurde er bei dem Versuch, von Russe nach Rumänien einzureisen, festgenommen und zu lebenslanger Haft verurteilt. Er starb 1924 im Gefängnis Doftana nach einem 32-tägigen Hungerstreik infolge einer Lungenentzündung.

## Folgen der Attentate
Rechte Gruppierungen in Rumänien nutzten Goldsteins Attentate propagandistisch. Ihnen kam es äußerst gelegen, dass Goldstein jüdischen Glaubens war. Insbesondere im studentischen Milieu stießen antisemitische Vorurteile auf große Resonanz. Im Herbst 1923 plante eine radikalisierte Studentengruppe, der unter anderem Corneliu Zelea Codreanu und Ion I. Moța angehörten, die Ermordung prominenter Juden und Politiker, denen sie vorwarfen, mit Juden zu kollaborieren. Damit wollten sie die Verabschiedung der rumänischen Verfassung vom 29. März 1923 verhindern, die unter anderem die Emanzipation der Juden vorsah. Die Umsetzung dieser Pläne wurde durch die Verhaftung der Mitglieder vereitelt.